# (221230) Sanaloria
(221230) Sanaloria est un astéroïde de la ceinture principale.

## Description
(221230) Sanaloria est un astéroïde de la ceinture principale. Il fut découvert le 30 octobre 2005 par l'astronome amateur Jean-Claude Merlin. Il présente une orbite caractérisée par un demi-grand axe de 2,797 UA, une excentricité de 0,091 et une inclinaison de 2,49° par rapport à l'écliptique.
Il est nommé d'après la planète imaginaire Sanaloria, habitée par l'Humanité dans le futur. Imaginée par David Merlin, le fils du découvreur, avec son ami Maxime Delorme, l'univers de Sanaloria décrit une vision cynique de l'espèce humaine. D'abord à l'origine d'un jeu vidéo, cette philosophie est source d'inspiration pour des créations musicales, graphiques et littéraires.

## Compléments